# Tilstock
Tilstock är en by i Shropshire distrikt i Shropshire grevskap i England. Byn är belägen 25,1 km 
från Shrewsbury. Orten har 796 invånare (2016).